# Arezzo
Arezzo es un municipio italiano, en la Toscana, capital de la provincia del mismo nombre, bañada por el río Arno. Su población era de 99.503 habitantes en 2009.
Se encuentra a 215 km de Roma y a 75 de Florencia.

## Geografía
Ubicación
El municipio se encuentra en la provincia homónima, que pertenece a la región de Toscana.
| Noroeste: Cagli    | Norte: Cagli              | Noreste: Pergola             |
| Oeste: Cagli       |                           | Este: Serra Sant'Abbondio    |
| Suroeste: Cantiano | Sur: Scheggia e Pascelupo | Sureste: Serra Sant'Abbondio |

Clima

Extensión del municipio en la provincia de Arezzo.

De acuerdo a los datos de la tabla a continuación y a los criterios de la clasificación climática de Köppen modificada la estación meteorológica del Servicio Meteorológico en Arezzo (que se encuentra a una altitud de 249 m s. n. m.) presenta un clima subtropical húmedo de tipo Cfa.
| Parámetros climáticos promedio de Arezzo (1971-2000)              | Parámetros climáticos promedio de Arezzo (1971-2000) | Parámetros climáticos promedio de Arezzo (1971-2000) | Parámetros climáticos promedio de Arezzo (1971-2000) | Parámetros climáticos promedio de Arezzo (1971-2000) | Parámetros climáticos promedio de Arezzo (1971-2000) | Parámetros climáticos promedio de Arezzo (1971-2000) | Parámetros climáticos promedio de Arezzo (1971-2000) | Parámetros climáticos promedio de Arezzo (1971-2000) | Parámetros climáticos promedio de Arezzo (1971-2000) | Parámetros climáticos promedio de Arezzo (1971-2000) | Parámetros climáticos promedio de Arezzo (1971-2000) | Parámetros climáticos promedio de Arezzo (1971-2000) | Parámetros climáticos promedio de Arezzo (1971-2000) |
| Mes                                                               | Ene.                                                 | Feb.                                                 | Mar.                                                 | Abr.                                                 | May.                                                 | Jun.                                                 | Jul.                                                 | Ago.                                                 | Sep.                                                 | Oct.                                                 | Nov.                                                 | Dic.                                                 | Anual                                                |
| ----------------------------------------------------------------- | ---------------------------------------------------- | ---------------------------------------------------- | ---------------------------------------------------- | ---------------------------------------------------- | ---------------------------------------------------- | ---------------------------------------------------- | ---------------------------------------------------- | ---------------------------------------------------- | ---------------------------------------------------- | ---------------------------------------------------- | ---------------------------------------------------- | ---------------------------------------------------- | ---------------------------------------------------- |
| Temp. máx. abs. (°C)                                              | 17.4                                                 | 22.0                                                 | 24.4                                                 | 27.0                                                 | 30.4                                                 | 35.2                                                 | 40.3                                                 | 39.2                                                 | 34.4                                                 | 30.0                                                 | 22.6                                                 | 18.0                                                 | 40.3                                                 |
| Temp. máx. media (°C)                                             | 9.1                                                  | 10.7                                                 | 14.0                                                 | 16.8                                                 | 22.3                                                 | 26.1                                                 | 30.0                                                 | 30.2                                                 | 25.4                                                 | 19.4                                                 | 13.1                                                 | 9.5                                                  | 18.9                                                 |
| Temp. media (°C)                                                  | 4.5                                                  | 5.6                                                  | 8.1                                                  | 10.7                                                 | 15.4                                                 | 18.9                                                 | 22.0                                                 | 22.1                                                 | 18.2                                                 | 13.5                                                 | 8.2                                                  | 5.2                                                  | 12.7                                                 |
| Temp. mín. media (°C)                                             | -3.3                                                 | 0.5                                                  | 2.2                                                  | 4.7                                                  | 8.5                                                  | 11.6                                                 | 13.9                                                 | 14.1                                                 | 11.1                                                 | 7.6                                                  | 3.3                                                  | 1.0                                                  | 6.3                                                  |
| Temp. mín. abs. (°C)                                              | -20.2                                                | -20.0                                                | -8.7                                                 | -4.0                                                 | -0.5                                                 | 3.6                                                  | 4.8                                                  | 5.8                                                  | 0.5                                                  | -3.2                                                 | -8.0                                                 | -15.0                                                | -20.2                                                |
| Precipitación total (mm)                                          | 46.6                                                 | 51.3                                                 | 58.7                                                 | 75.5                                                 | 72.8                                                 | 56.9                                                 | 41.2                                                 | 44.7                                                 | 81.1                                                 | 95.5                                                 | 106.6                                                | 70.6                                                 | 801.5                                                |
| Días de precipitaciones (≥ 1.0 mm)                                | 6.9                                                  | 6.8                                                  | 6.9                                                  | 9.4                                                  | 9.0                                                  | 6.9                                                  | 3.8                                                  | 4.8                                                  | 6.6                                                  | 8.3                                                  | 9.0                                                  | 7.6                                                  | 86                                                   |
| Fuente: Servizio meteorologico dell'Aeronautica Militare Italiana |                                                      |                                                      |                                                      |                                                      |                                                      |                                                      |                                                      |                                                      |                                                      |                                                      |                                                      |                                                      |                                                      |

## Historia

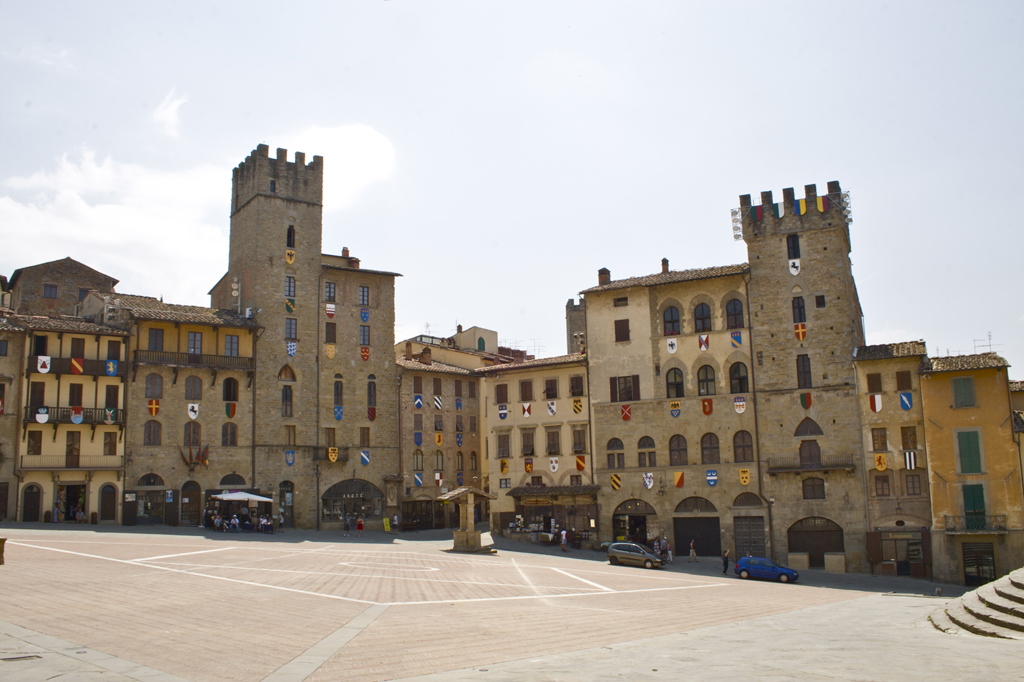
Plaza de Arezzo

Próxima al río Arno, fue un importante asentamiento etrusco, existente ya en el siglo IX a. C. En época de los romanos, Arretio (Arretium) era una ciudad de Etruria ubicada en la vía Cassia, el camino directo hacia la Galia Transalpina. Sirvió como bastión defensivo, fue un floreciente centro metalífero y cerámico y albergó un presidio permanente.
En parte despoblada y en fuerte crisis después de la caída del Imperio, no fue hasta después de 1000 cuando volvió a tener importancia como centro cultural y sede episcopal, siendo su obispo el que ostentaba el poder feudal. Llegando a rivalizar en poder con Florencia y Siena, la Arezzo gibelina fue derrotada por los güelfos en 1289 instaurándose la hegemonía de los Tarlati.
Anexada a los dominios fiorentinos en 1384, recuperó luego su independencia en el siglo XVI pero fue reconquistada por el Granducado bajo el poder de los Médici, hasta llegar a formar parte del Reino de Italia en 1860.
Padeció grandes destrozos durante la Segunda Guerra Mundial y hoy su industria principal reside en la elaboración de joyas de oro.

## Monumentos y lugares de interés

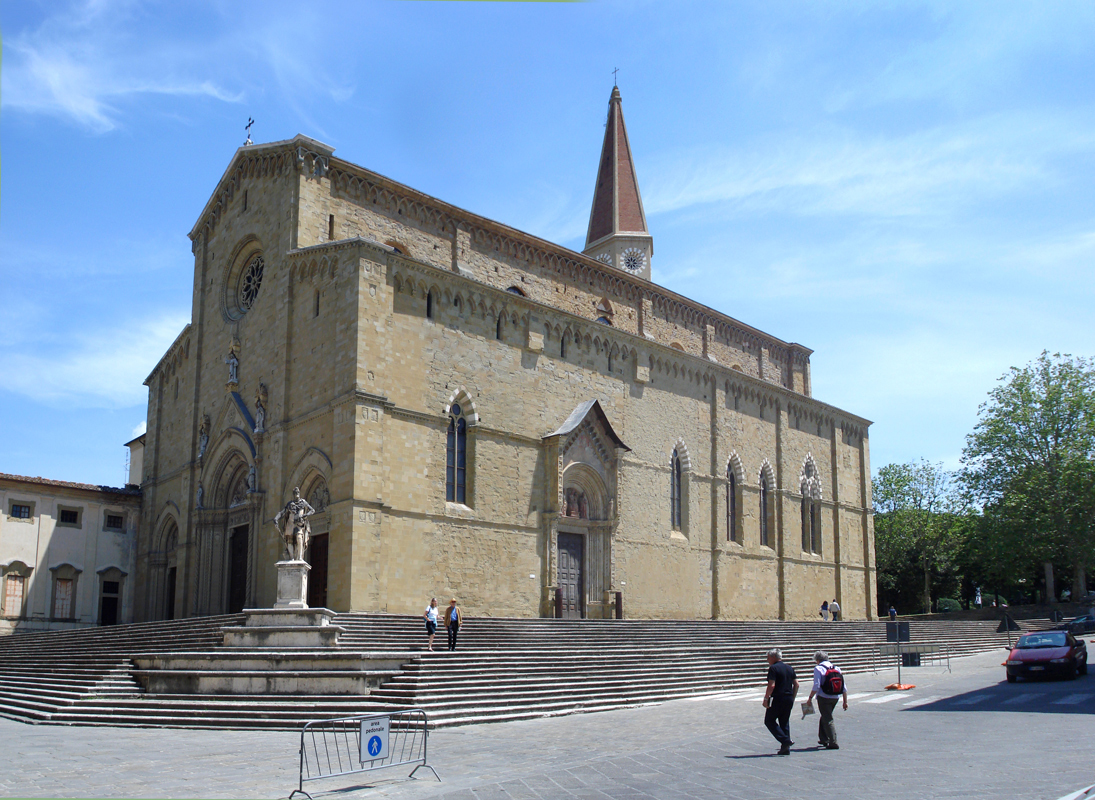
Catedral de Arezzo.

Algunos lugares de interés de esta localidad son la Basílica de San Francisco con el ciclo de frescos Leyenda de la cruz, de Piero della Francesca, la Catedral de Arezzo y la remodelación de Vasari de la plaza mayor de Arezzo, aparte de otros monumentos medievales.

## Arezzo y el arte
- La acción de la novela El Cortesano, escrito por Baltasar Castiglione y publicada en 1528, discurre en la corte de Arezzo.
- El célebre lírico y humanista italiano renacentista Francesco Petrarca nació en esta ciudad.
- Diversos artistas del Renacimiento nacieron en Arezzo o sus inmediaciones, como por ejemplo Michelangelo Buonarroti, Piero della Francesca, Masaccio, Pietro Aretino (a su vez, uno de los protagonistas de El Cortesano) o Giorgio Vasari.
- La película La vida es bella, dirigida y protagonizada por Roberto Benigni, está rodada en esta ciudad.
- Los gemelos de la serie de televisión The Suite Life on Deck, Dylan y Cole Sprouse, nacieron en Arezzo.
- Los gemelos del dueto musical Ciuffi Rossi, Alessio y Marco Bianchi, nacieron en Arezzo.
- Guido de Arezzo, desarrollador del tetragrama (pauta musical de cuatro líneas), precursor del pentagrama, y de la escala diatónica, nació en Arezzo.

## Fracciones
Éstas son las fracciones de Arezzo, por orden alfabético:
Agazzi, Antria, Bagnoro, Battifolle, Ceciliano, Chiani, Chiassa Superiore, Cincelli, Frassineto, Gaville, Giovi, Gragnone, Il Matto, Indicatore, La Pace, Le Poggiola, Meliciano, Molinelli, Molin Nuovo, Monte Sopra Rondine, Montione, Mugliano, Olmo, Ottavo, Palazzo del Pero, Patrignone, Pomaio, Ponte a Chiani, Ponte alla Chiassa, Pieve a Quarto, Ponte Buriano, Poti, Pratantico, Puglia, Policiano, Quarata, Rigutino, Ripa di Olmo, Rondine, Ruscello, San Firenze, San Giuliano, San Leo, San Polo, Santa Firmina, Santa Maria alla Rassinata, Sant'Andrea a Pigli, San Zeno, Sargiano,Soci, Staggiano, Stoppe d'Arca, Tregozzano, Venere, Vitiano.

## Evolución demográfica
| Gráfica de evolución demográfica de Arezzo entre 1861 y 2001 |
|                                                              |
| Fuente ISTAT - elaboración gráfica de Wikipedia              |